# Pseudoeurycea goebeli
Espèce
Synonymes
- Oedipus goebeli Schmidt, 1936

Statut de conservation UICN

 CR A2ac : 
En danger critique
Pseudoeurycea goebeli est une espèce d'urodèles de la famille des Plethodontidae.

## Répartition
Cette espèce se rencontre de 2 400 à 2 900 m d'altitude dans la Sierra Madre de Chiapas dans le sud-est du Chiapas au Mexique et dans le département de San Marcos dans l'ouest du Guatemala.

## Étymologie
Cette espèce est nommée en l'honneur d'H. Goebel.

## Publication originale
- Schmidt, 1936 : Guatemalan salamanders of the genus Oedipus. Field Museum of Natural History Publication, Zoological Series, vol. 20, no 17, p. 135-166 (texte intégral).